# Loglan
Loglan je umělý jazyk vytvořený roku 1955 doktorem Jamesem Cookem Brownem, který napsal článek o možnosti kontroly psychologického fenoménu známého jako Sapir-Whorfova hypotéza. Toto téma se stalo nejdůležitější prací v jeho životě – pro dokázání této hypotézy začal vytvářet speciální umělý jazyk.

## Historie
V roce 1966 vyšla první verze jazyka (Loglan 1). Několik let poté našly počítače v loglanu syntaktické chyby. Jazyk se proto vrátil zpátky do laboratoře a v roce 1988 vyšla konečná verze loglanu.
V 80. letech se strhl boj o autorská práva k jazyku. Skupina loglanistů, která nebyla spokojená s Brownovou autoritou, poprvé zkusila použít jazyk mimo ústav The Loglan Institute, který Brown založil pro zajištění vývoje jazyka a jeho aplikace. Když Brown potvrdil vlastnictví autorských práv k jazyku, založila tato skupina Logical Language Group a vytvořila vlastní verzi jazyka s pozměněnou slovní zásobou pod názvem lojban (čti [ložban]). Nejprve byla gramatika těchto dvou jazyků stejná, ale postupem času se oba jazyky vyvinuly zcela samostatně.
Skupina kolem jazyka lojban je dnes aktivnější než skupina kolem loglanu a obě skupiny se dnes navzájem sbližují, to ale neplatí pro jazyky.